# Eduard Hanslick
 (juin 2025).
Si vous disposez d'ouvrages ou d'articles de référence ou si vous connaissez des sites web de qualité traitant du thème abordé ici, merci de compléter l'article en donnant les références utiles à sa vérifiabilité et en les liant à la section « Notes et références ».
Eduard Hanslick est un écrivain autrichien originaire de Bohême, sans doute le critique musical le plus influent du XIXe siècle. Il est né le 11 septembre 1825 à Prague et mort le 6 août 1904 à Baden (Autriche).

## Biographie
Son père Joseph Adolph Hanslick est un professeur de musique issu d'une famille autrichienne. À l'âge de 18 ans, il étudie la musique avec Václav Tomášek, un des musiciens éminent de Prague. En 1854, Hanslick publie Du Beau dans la musique, essai de réforme de l’esthétique musicale, qui est entre autres un pamphlet contre Wagner (principalement L’œuvre d’art de l’avenir de 1849 et Opéra et drame de 1851), où il critique « l'importance de l'émotion dans la musique » et le caractère descriptif des œuvres de certains compositeurs (Wagner, Liszt, Berlioz…), il défend la musique comme « art autonome »… Parallèlement, il obtient un diplôme de droit à l'université, tout en écrivant sur la musique pour le Wiener Musik-Zeitung et le Neue freie Presse — un journal auquel il restera fidèle de 1864 jusqu'à sa mort ; d’ailleurs ses nombreux articles tiendront en 13 volumes. Dès 1861, il est nommé professeur d'histoire et d'esthétique musicale à l'université de Vienne. Hanslick a aussi participé à de nombreux jurys dans le domaine de la musique, notamment un poste permanent pour le ministère de la culture autrichien. Il se retire après avoir écrit ses mémoires et continue d'écrire jusqu'à sa mort dans les différents journaux auxquels il participe.
Ami proche de Brahms à partir de 1862, Hanslick a une influence certaine sur le compositeur qui lui fait découvrir ses œuvres avant les premières. Brahms lui a dédié ses Valses, op. 39.
Les goûts musicaux d'Hanslick sont conservateurs ; dans ses mémoires, il décrit l'histoire de la musique comme commençant réellement avec Mozart et culminant avec Beethoven, Schumann et Brahms. Il est ainsi aujourd’hui davantage connu pour son soutien inconditionnel à Brahms contre les musiques de Wagner et Bruckner. En cela, avec Karl Goldmark, Joseph Joachim et Brahms, il s’oppose au critique Richard Pohl du Neue Zeitschrift für Musik qui défend Wagner et Liszt.  

### Hanslick contra Wagner
Dans son ouvrage Du beau dans la musique', qui connut en son époque un succès important, il se fit le défenseur d'une esthétique formelle, niant ainsi directement que la musique puisse exprimer des sentiments ; cette position l'opposa définitivement à Wagner.
Cette théorie s'opposait au sentimentalisme romantique pour lequel l'œuvre musicale était avant tout la représentation des sentiments. Selon le musicologue Bojan Bujić :"un sceptique pourrait alors conclure que la critique musicale est impossible....En d'autres termes, le critique doit être un artiste".
Bien que conscient du génie de Wagner, notamment dans un article sur Tannhäuser, Hanslick, qui défend la musique s'exprimant elle-même — la musique pure, trouve que la musique de Richard Wagner est trop descriptive et dramatique. Selon Hanslick,  le beau musical doit résider dans l'œuvre même, et ce, d'une façon immanente et spécifique. 
Wagner écrit dans un de ses ouvrages biographiques : « Hanslick qui, étudiant, avait assisté à l’une des premières représentations de Tannhäuser à Dresde et qui en avait écrit un compte rendu enthousiaste, était devenu un de mes ennemis les plus acharnés depuis que mes opéras étaient jouées à Vienne. Le personnel de l’opéra, très porté en ma faveur, avait, paraît-il, fait de son mieux pour nous réconcilier. Sa démarche n’ayant pas réussi, on n’eut peut-être pas tort d’attribuer à cette intransigeance de ma part l’insuccès de tout ce que j’entrepris à Vienne ». 
Hanslick fut brocardé' par Wagner sous les traits de Beckmesser dans Les Maîtres chanteurs.

### Hanslick contra Bruckner et autres
En dehors de Wagner, Anton Bruckner et Hugo Wolf ont durement subi les critiques d'Hanslick.
Ainsi, après la mort de Wagner, et malgré une maladie qui aurait dû contenir son agressivité, c’est à Bruckner que le critique s’en prend ; il mènera à son encontre une lutte acharnée.
Pourtant, l'élève de Bruckner, August Stradal, dont le père était un ami intime de Hanslick, rapporte que ce dernier était très maladroit au piano et que ses connaissances théoriques étaient déplorables. Pour Hanslick, Johann Sebastian Bach ne contenait que du formalisme et les dernières œuvres de Beethoven lui étaient totalement imperméables. Elles étaient à mettre sur le compte de sa surdité. En revanche, les connaissances de Hanslick étaient sans limite sur les moindres opéras et opéras-comiques italiens et français de la période décadente, de Spontini à Donizetti et de Boïeldieu à Ambroise Thomas.
Tel fut l'homme qui, dans la Vienne de la fin du XIXe siècle, se fit le censeur de génies universels tels que Franz Liszt, Richard Wagner, Hugo Wolf et surtout Anton Bruckner, sur lequel Hanslick s'acharna malgré les sommets atteints par Bruckner en matière de musique symphonique, sommets auxquels devaient être redevables plus tard des compositeurs comme Mahler, Stravinsky, Schönberg et Sibelius.
Antonín Dvořák avait eu l'intention de dédier à Hanslick son concerto pour piano en sol mineur (opus 33), mais finalement cette œuvre fut publiée sans dédicace.

## Œuvre
- Vom Musikalisch-Schönen, Leipzig (1854). Traduction française : Du Beau musical, trad. et présentation d'A. Lissner, préface de J.-M. Le Lannou, Hermann, Paris, 2012, 209 p.
- Geschichte des Konzertwesens in Wien, 2 vol. Vienne (1869-70)
- Die moderne Oper, 9 vol. Berlin (1875-1900)
- Aus meinem Leben, 2 vol. Berlin (1894)
- Suite. Aufsätze über Musik und Musiker, Vienne (1884)